# Gomphrena globosa
Gomphrena globosa es una planta de la familia Amaranthaceae.

## Taxonomía
Gomphrena globosa fue descrita por Carolus Linnaeus y publicada en Species Plantarum 1: 224. 1753.
Sinonimia
- Amaranthoides globosa (L.) M.Gómez
- Amaranthoides globosus M. Gómez
- Amaranthoides globosus var. albiflorus M. Gómez
- Gomphrena eriopoda Gillies ex Moq.
- Gomphrena globosa var. albiflora Moq.
- Gomphrena globosa var. aureiflora Stuchlik
- Gomphrena globosa var. carnea Moq.
- Gomphrena rubra Moq.
- Gomphrena tumida Seidl ex Opiz
- Xeraea globosa (L.) Kuntze[2]

## Nombres comunes
- amaranto redondo
- amarantinas, eternas blancas, eternas encarnadas, eternas moradas, guirnalda, perpetuas blancas, perpetuas encarnadas, perpetuas moradas.[3]